# Дедуровка
Дедуровка — село в Оренбургском районе Оренбургской области. Административный центр Дедуровского сельсовета.

## География
Село находится в нескольких километрах от реки Урал, на расстоянии 32 км к юго-западу от города Оренбург, административного центра района и области.

### Часовой пояс
Село Дедуровка, как и вся Оренбургская область, находится в часовой зоне МСК+2. Смещение применяемого времени относительно UTC составляет +5:00.

## Население
| 2002  | 2010  | 2012  | 2013  | 2014  | 2015  | 2016  |
| ----- | ----- | ----- | ----- | ----- | ----- | ----- |
| 1571  | ↗1632 | ↗1647 | ↗1682 | ↘1662 | ↗1679 | ↘1657 |
| 2017  | 2018  | 2019  | 2020  | 2021  |       |       |
| ↘1645 | ↘1601 | ↘1569 | ↘1540 | ↘1492 |       |       |

## Улицы
| - ул. Заовражная, - ул. Калугина, - ул. Кирова, - ул. Комсомольская, - ул. Красногвардейская, | - пер. Красный, - ул. Куйбышева, - ул. Ленина, - ул. Ленинская, - ул. Молодёжная, | - ул. Новая, - ул. Октябрьская, - ул. Парковая, - ул. Полевая, - пер. Проездной, | - пер. Прямой, - ул. Рабочая, - ул. Советская, - ул. Степная, - ул. Ткачёва, | - ул. Торговая, - пер. Тупой, - ул. Урожайная, - ул. Шинкарёва, - ул. Южная. |

## Известные уроженцы
- Шинкарёв, Василий Степанович (1925—1985) — советский деятель сельского хозяйства, Герой Социалистического Труда.